# Мераб Мегреладзе
Мераб Мегреладзе (груз. მერაბ მეგრელაძე, англ. Merab Megreladze; 26 січня 1956, Махарадзе, Грузинська РСР, СРСР — 24 січня 2012, Кутаїсі, Грузія) — грузинський футболіст, що грав на позиції нападника. Рекордсмен чемпіонату Грузії за кількістю забитих м'ячів в одному турнірі.

## Спортивна кар'єра
Вихованець дитячо-юнацької спортивної школи міста Махарадзе. В юнацькі роки грав за місцевий клуб «Мерцхалі». З 1977 року виступав за команди майстрів «Гурія» (Ланчхуті) і «Торпедо» (Кутаїсі). Другий за результативністю гравець першості СРСР-82 — 18 забитих м'ячів (у Андрія Якубика з «Пахтакора» — 23). Тричі входив до списку кращих бомбардирів першої ліги (1980, 1984, 1989).
Більшу частину сезону-90 провів у складі шведської команди ІФК «Гольмсунд» (разом з Тенгізом Сулаквелідзе і Рамазом Шенгелія). Того року грузинські клуби відмовилися брати участь у змаганнях Федерації футболу СРСР і почали розігрувати власні чемпіонат та кубок. У цих турнірах захищав кольори «Торпедо» (Кутаїсі), «Гурія» (Ланчхуті), «Самгуралі» (Цхалтубо) і «Маргветі Зестафоні». У чемпіонаті Грузії 1992/93 встановив рекорд результативності — 41 забитий м'яч. Наступного сезону знову став найкращим бомбардиром першості (31 гол). Всього в елітній лізі грузинського футболу провів 142 матчі (104 голи).
Завершив професійну ігрову кар'єру у російському клубі «Чкаловець» (Новосибірськ). На той час йому виповнилося 43 роки. Всього провів 676 лігових матчів, забив 346 голів; у тому числі в головних дивізіонах СРСР і Грузії — 279 (141).
Син Георгій Мегреладзе провів один матч у складі збірної Грузії. На клубному рівні, зокрема, захищав кольори «Динамо» (Тбілісі) і «Торпедо» (Кутаїсі).
Статистика клубних виступів:
| Турнір            | С  | І   | Г   |
| ----------------- | -- | --- | --- |
| Вища ліга СРСР    | 5  | 137 | 37  |
| Перша ліга СРСР   | 5  | 157 | 78  |
| Друга ліга СРСР   | 4  | 143 | 86  |
| Кубок СРСР        | 9  | 25  | 5   |
| Кубок Федерації   | 1  | 6   | 0   |
| Усього в СРСР     | 13 | 468 | 206 |
| Вища ліга Грузії  | 7  | 142 | 104 |
| Перша ліга Грузії | 1  | 38  | 31  |
| Усього в Грузії   | 8  | 180 | 135 |
| Перша ліга Швеції | 1  | 19  | 3   |
| Друга ліга Росії  | 2  | 40  | 7   |
| Кубок Росії       | 1  | 4   | 3   |
| Усього в кар'єрі  | 23 | 711 | 354 |